# NGC 3353
NGC 3353 ist eine irreguläre Zwerggalaxie mit ausgedehnten Sternentstehungsgebieten im Sternbild Großer Bär. Sie ist schätzungsweise 45 Millionen Lichtjahre von der Milchstraße entfernt und hat einen Durchmesser von etwa 15.000 Lj.
Das Objekt wurde am 18. März 1790 von William Herschel mit einem 18,7-Zoll-Spiegelteleskop entdeckt.

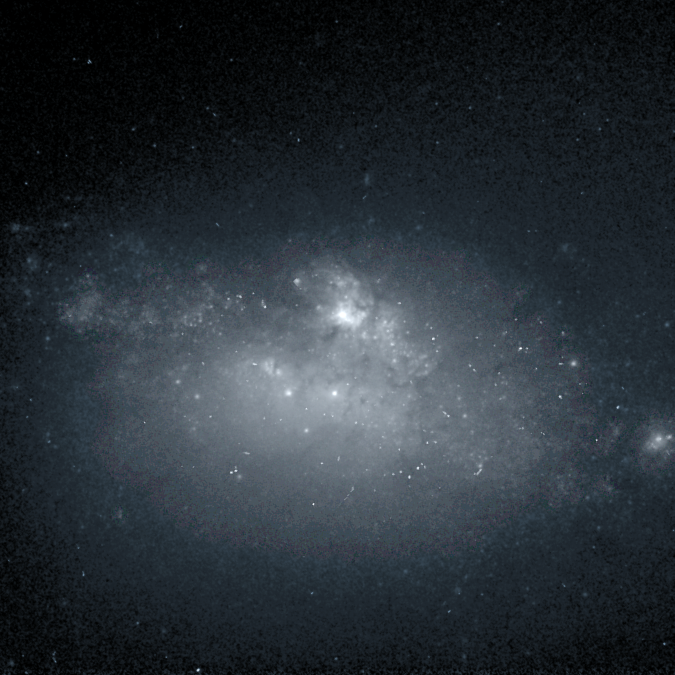
Aufnahme des Hubble-Weltraumteleskops